# Walter Bradford Cannon
Walter Bradford Cannon, född 19 oktober 1871 i Prairie du Chien i Wisconsin, död 19 oktober 1945 i Franklin i New Hampshire, var en amerikansk fysiolog.
Cannon blev medicine doktor 1900 och professor i fysiologi vid Harvard University 1906. Bland hans vetenskapliga produktion märks särskilt hans arbeten över mekaniska faktorers betydelse för matsmältningen, sinnesrörelsens inverkan på organismen, traumatisk chock, flykt- och kamprespons (fight or flight) samt den inre sekretionen.